# Pacios (Incio)
Pacios (llamada oficialmente Santa María de Pacios) es una parroquia y una aldea española del municipio de Incio, en la provincia de Lugo, Galicia.

## Límites
Limita con las parroquias de Loureiro al oeste, norte y este, y Viso y Bardaos al sur.

## Organización territorial
La parroquia está formada por tres entidades de población:
- Pacios
- Queixomarío
- Viteses

## Demografía

### Parroquia
| Gráfica de evolución demográfica de Pacios (parroquia) entre 2000 y 2020 |
|                                                                          |
| Datos según el nomenclátor publicado por el INE.                         |

### Aldea
| Gráfica de evolución demográfica de Pacios (aldea) entre 2000 y 2020 |
|                                                                      |
| Datos según el nomenclátor publicado por el INE.                     |